# Enskedefältet
Enskedefältet est un quartier du district de Södermalm à Stockholm en Suède.

## Situation
Enskedefältet est un quartier de Söderort délimité au nord par Enskede gård et au sud par Stureby.
En 1934, le quartier d'Enskede a été divisé en quartiers d'Enskede gård, Gamla Enskede, Enskededalen et Enskedefältet, tous situés sur un terrain appartenant au grand domaine d'Enskede.
À Enskedefältet, il y a environ 500 maisons, dont environ 80 pour cent sont des maisons unifamiliales construites entre 1930 et 1932. Malgré quelques changements, Enskedefältet a conservé son caractère de quartier de petites maisons typique des années 1930.

## Transports
De nos jours, le quartier est accessible, entre autres, par les bus de Tyresö entre Gullmarsplan et Bollmora. 
Les stations de métro Sandsborg et Skogskyrkogården de la ligne T18 à Gamla Enskede ainsi que la station de métro Kärrtorp de la ligne T17 à Kärrtorp se trouvent toutes à quelques centaines de mètres des limites d'Enskededalen.

## Galerie

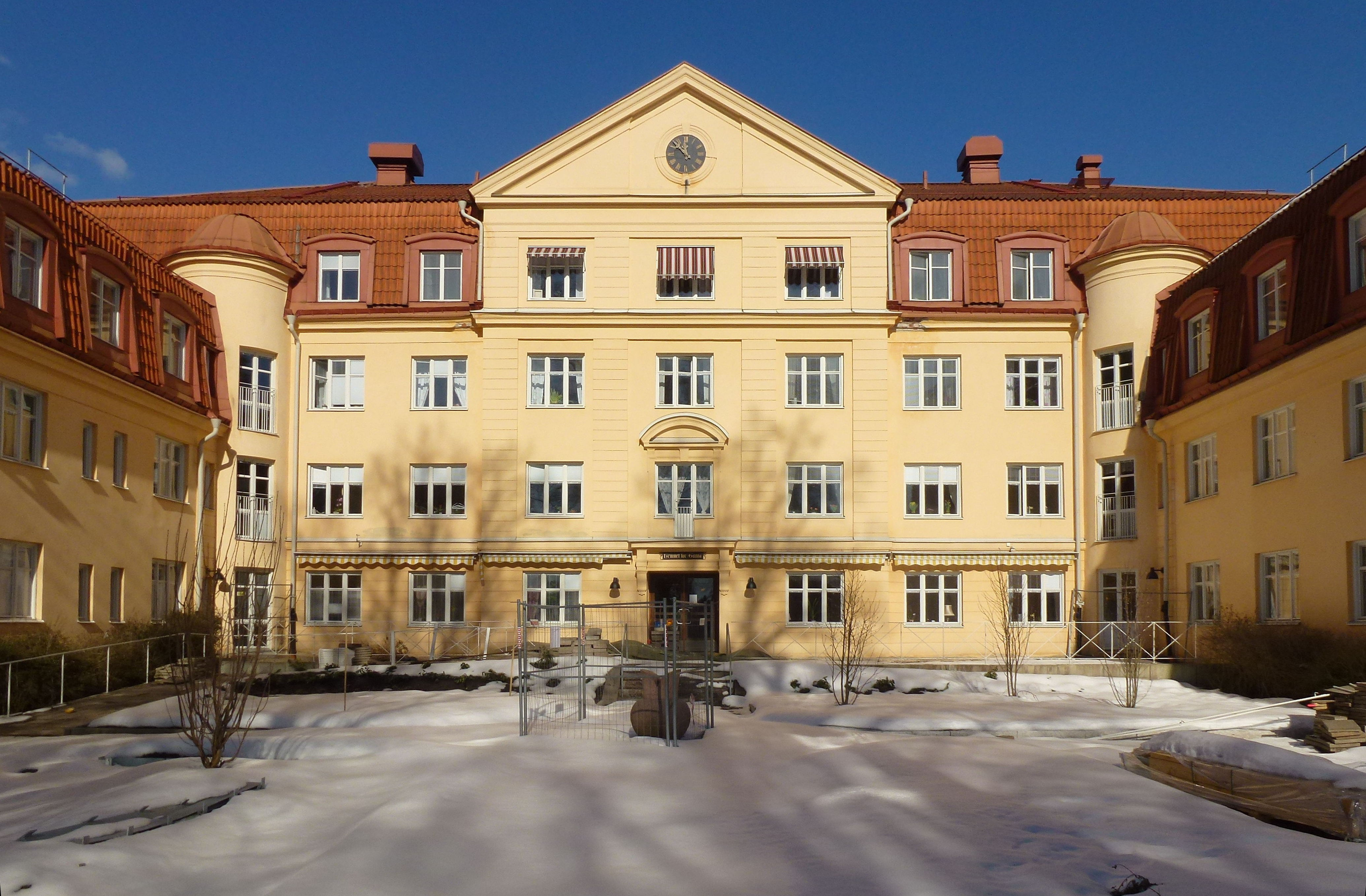
Hemmet för gamla, 2013.
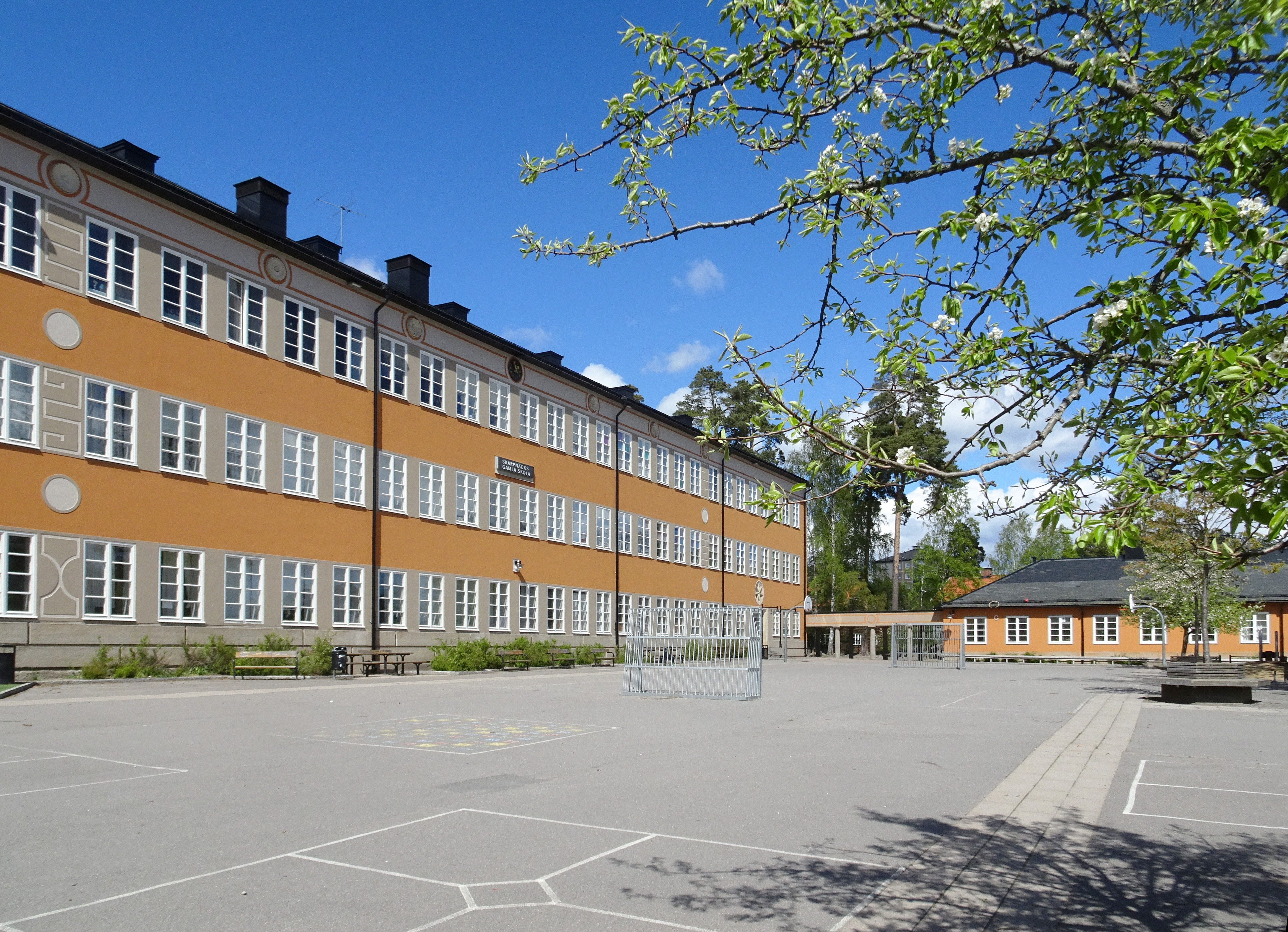
Ancienne ecole de Skarpnäcks, 2020.
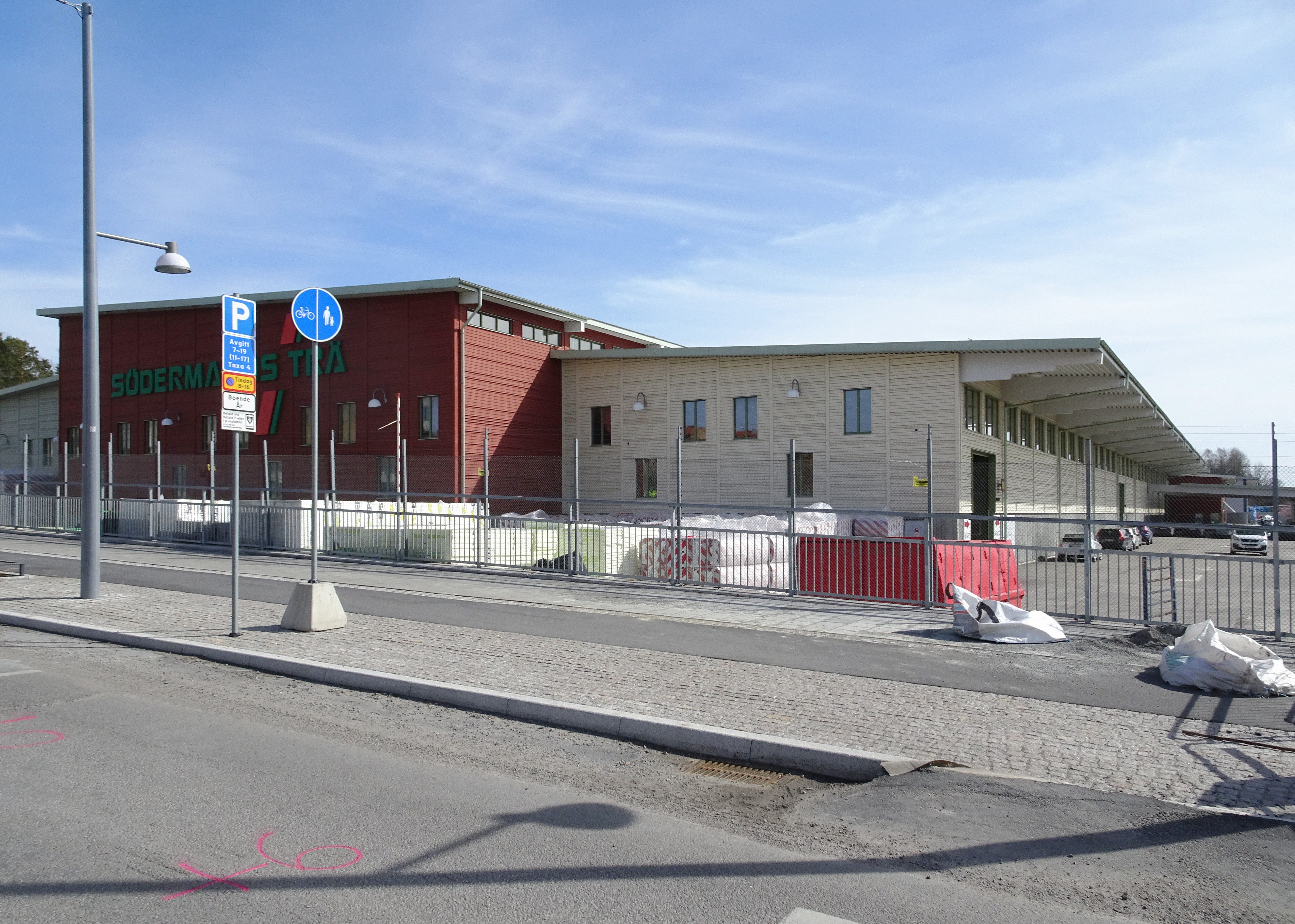
Mejeristen.
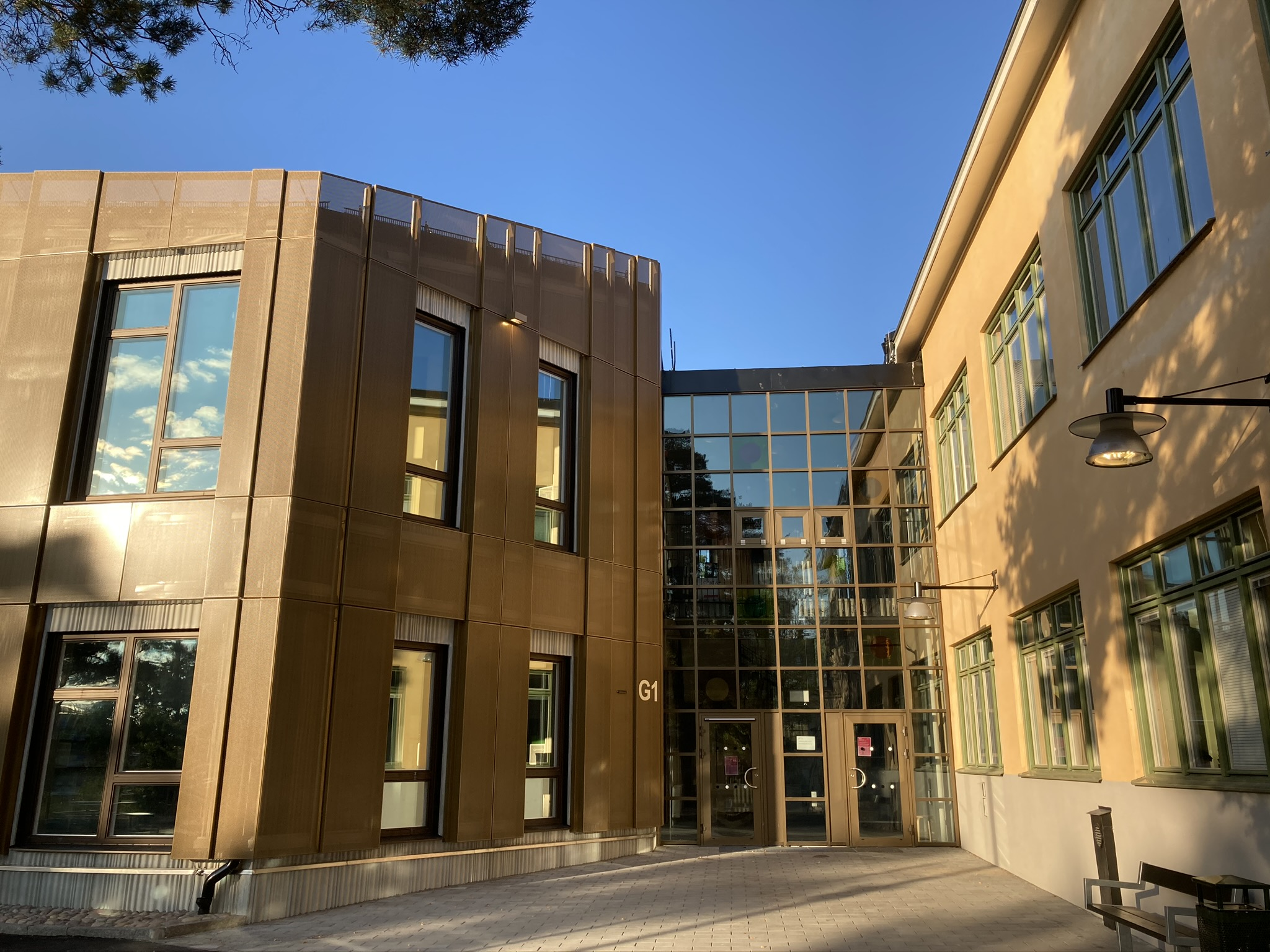
École d'Enskedefältet.

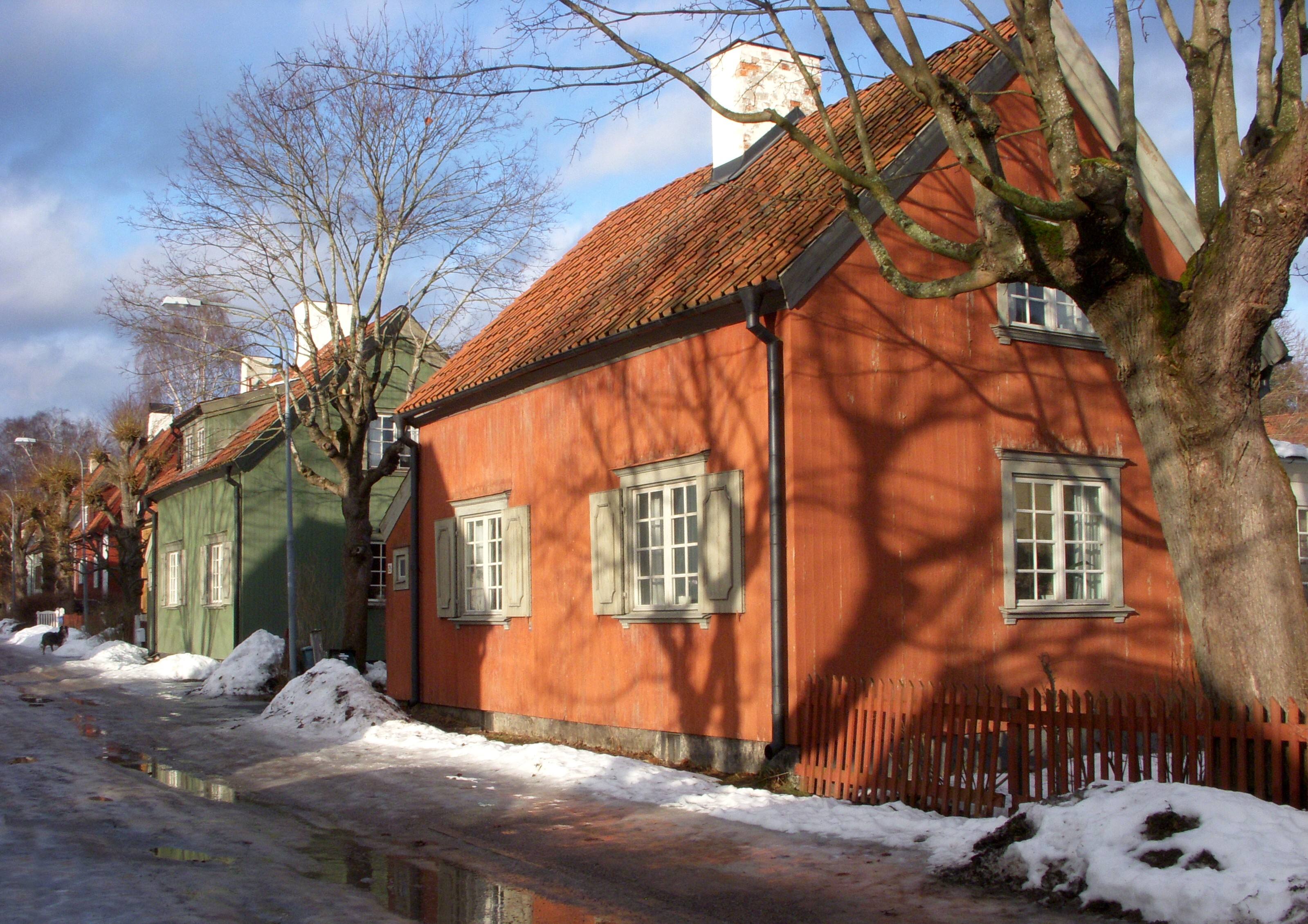
Magnebergsvägen.
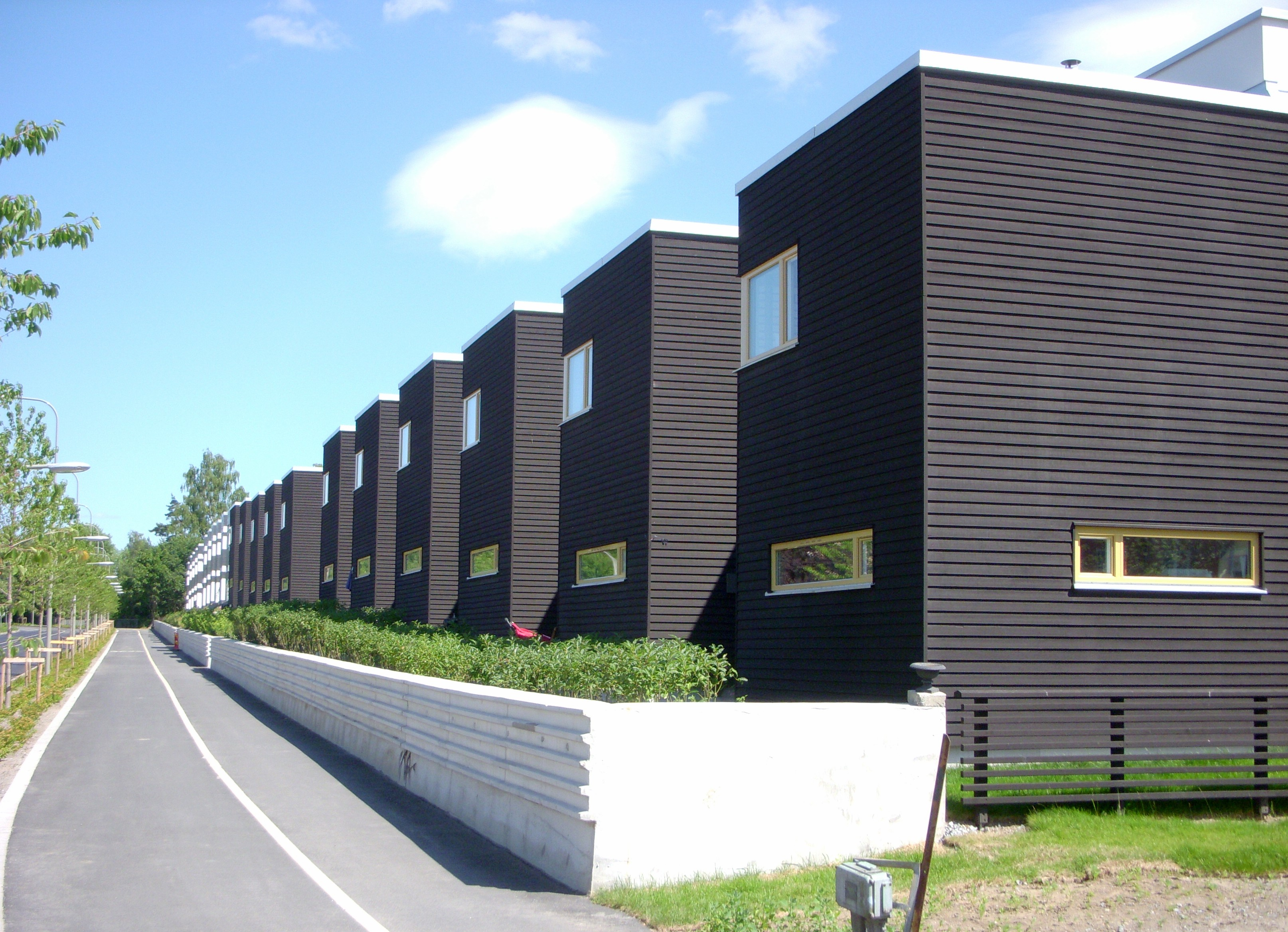
Barnmorskan 1.
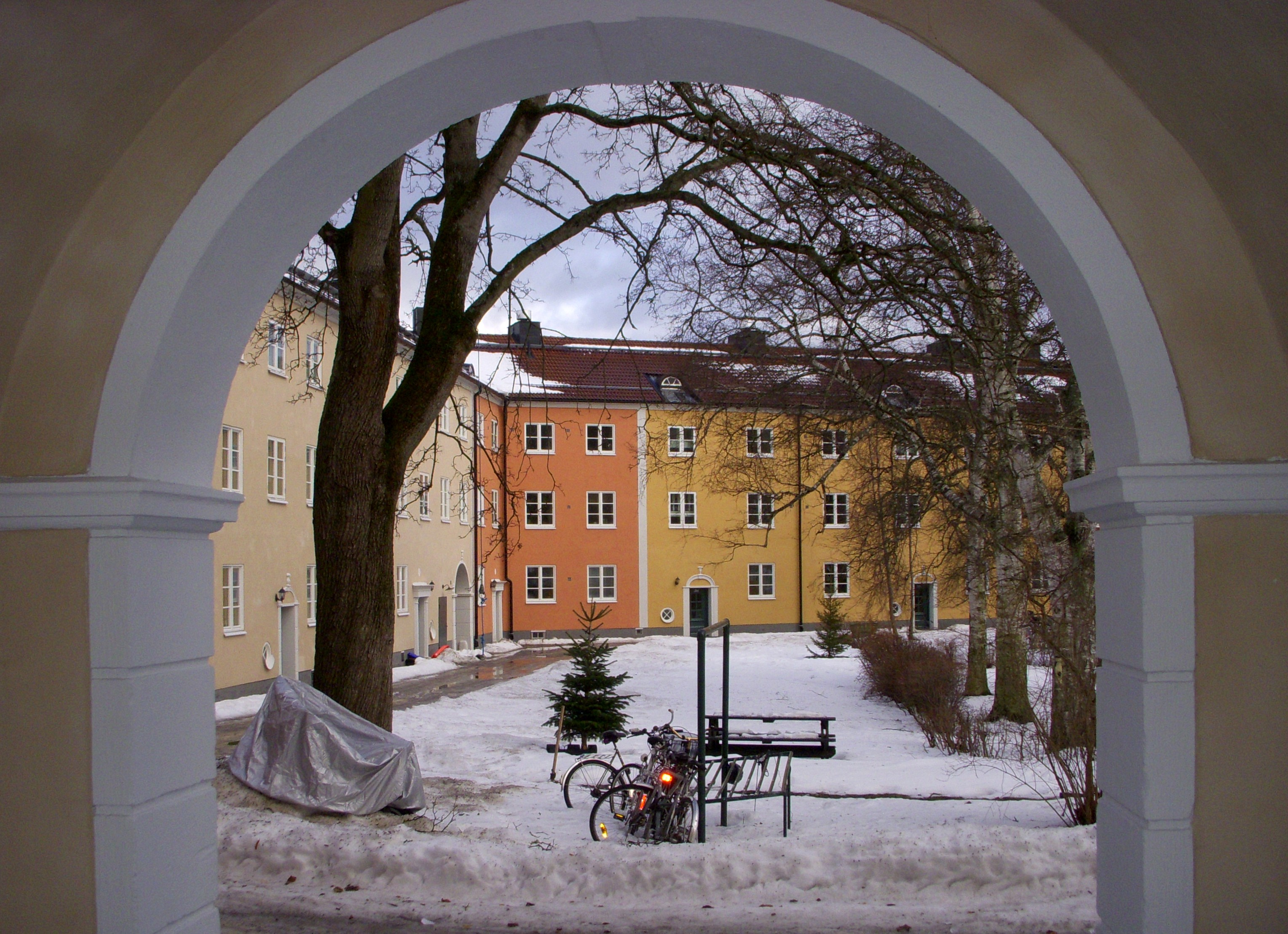
Kyrkogårdsvägen.
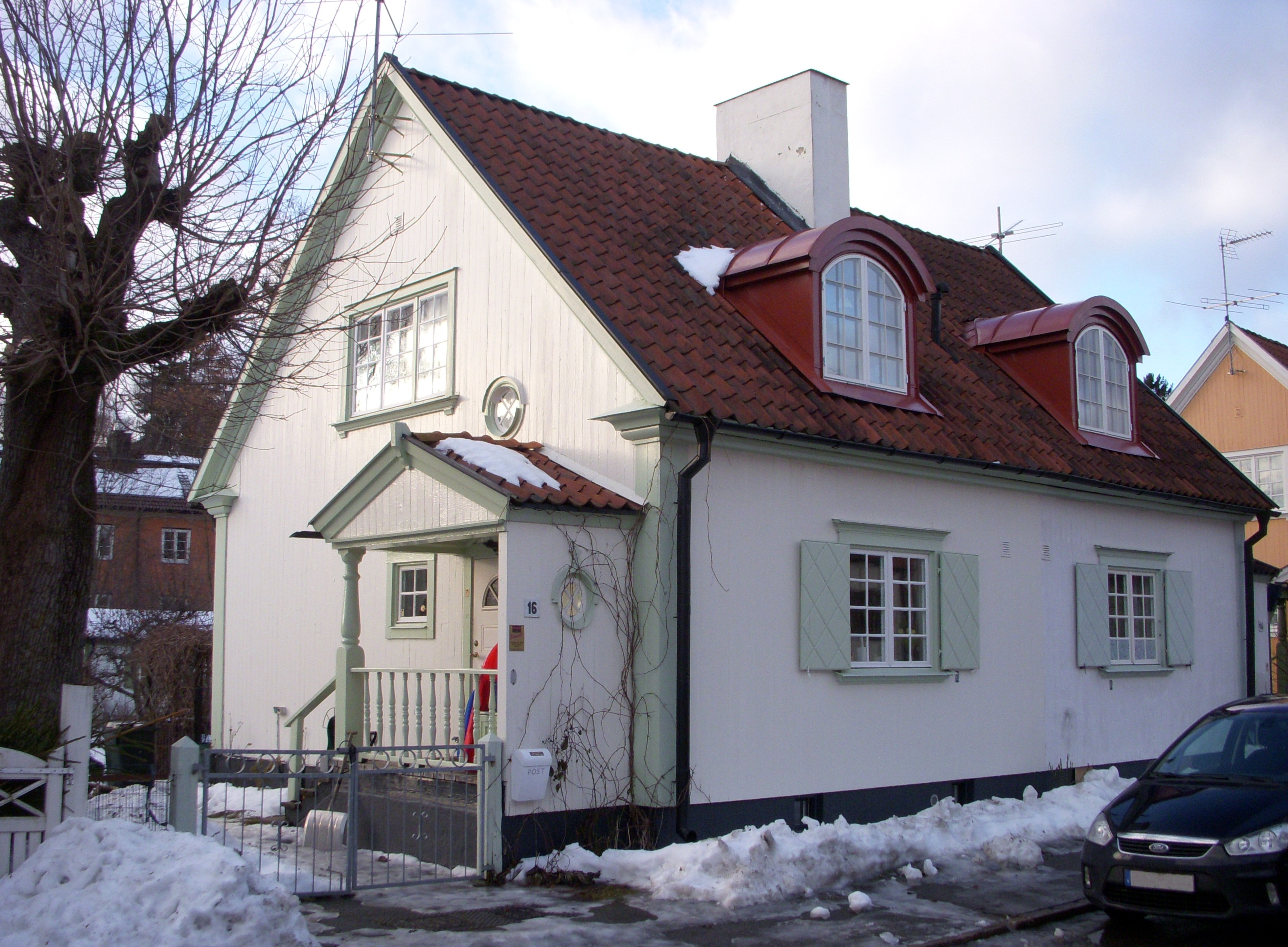
Magnebergsvägen.